# Assassinato de Abraham Lincoln
Em 14 de abril de 1865, Abraham Lincoln, o 16.º Presidente dos Estados Unidos, foi assassinado pelo conhecido ator teatral John Wilkes Booth, enquanto assistia a peça "Nosso primo americano" (Our American cousin) no Teatro Ford em Washington, D.C. Baleado na cabeça durante a peça, Lincoln morreu no dia seguinte às 7:22, na Petersen House em frente ao teatro. Ele foi o primeiro presidente estadunidense a ser assassinado; seu funeral e enterro marcaram um longo período de luto nacional.
Ocorrendo perto do final da Guerra Civil Americana, o assassinato de Lincoln foi parte de uma maior conspiração planejada por Booth para reviver a causa confederada, eliminando os três oficiais mais importantes do governo dos Estados Unidos.  Os conspiradores Lewis Powell e David Herold foram designados para matar o Secretário de Estado William H. Seward, e George Atzerodt o Vice-Presidente Andrew Johnson. Além da morte de Lincoln, a trama falhou: Seward foi apenas ferido, e o suposto atacante de Johnson ficou bêbado em vez de matar o vice-presidente. Depois de uma fuga inicial dramática, Booth foi morto no clímax de uma perseguição de doze dias. Powell, Herold, Atzerodt e Mary Surratt foram posteriormente enforcados por seus papéis na conspiração.  